# Оранжевый карлик

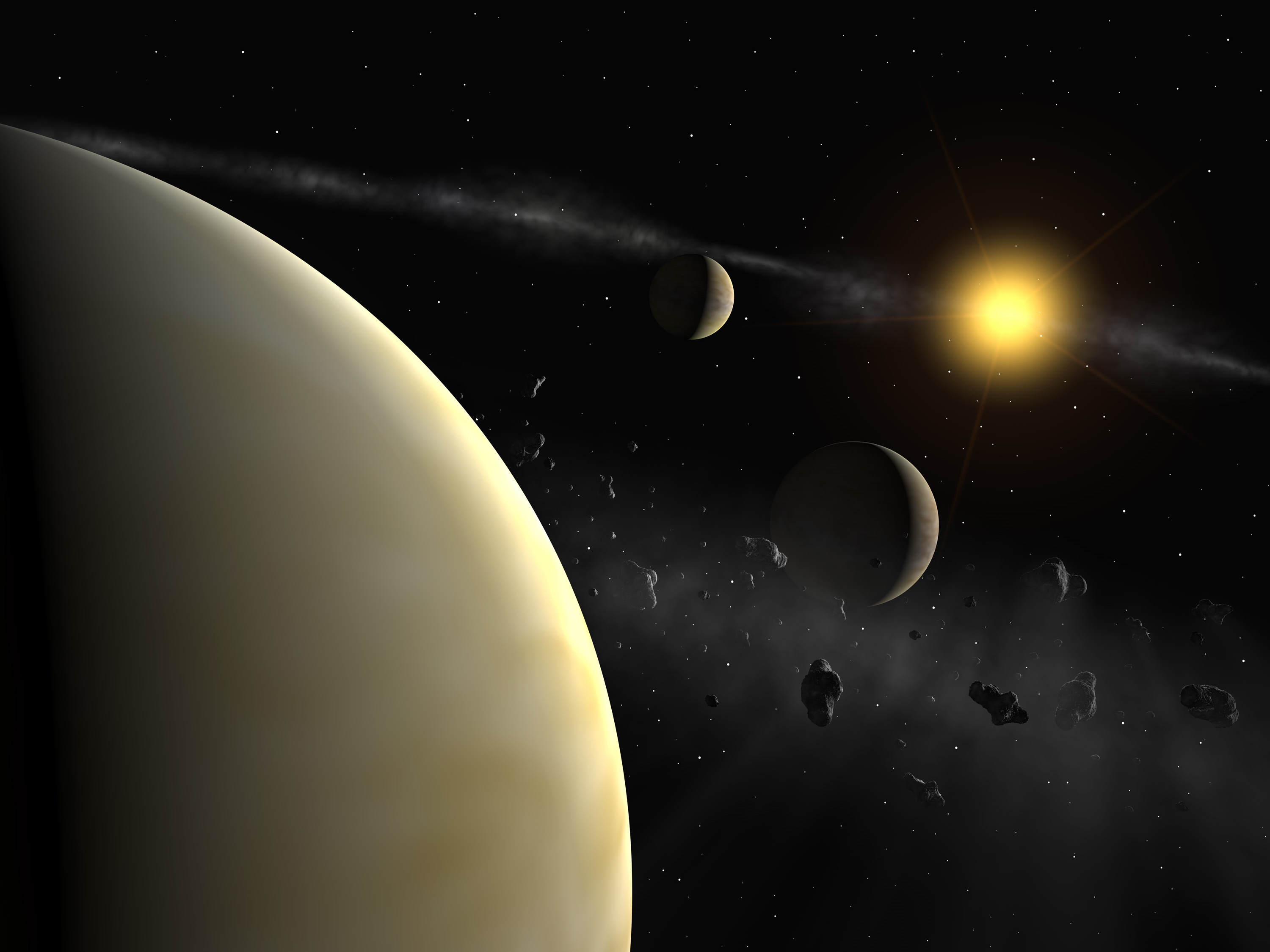
HD 69830, система оранжевого карлика в представлении художника

Оранжевый карлик — звезда главной последовательности спектрального класса K и класса светимости V. Это звёзды, занимающие промежуточное положение между красными карликами класса M и жёлтыми карликами класса G. Оранжевые карлики имеют массы от 0,5 до 0,8 солнечных масс и эффективную температуру 3900—5200 K.
Средняя светимость оранжевых карликов — от 0,1 до 0,6 солнечных светимостей. Типичные оранжевые карлики — Альфа Центавра B и Эпсилон Индейца.

## Интерес для науки
Оранжевые карлики представляют интерес в поиске внеземных цивилизаций (SETI), поскольку они стабильны на главной последовательности 15—30 миллиардов лет (это в 1,5—3 раза дольше подобного срока для жёлтых карликов — в частности Солнца). Причиной тому является более полное расходование водорода, чем на Солнце, а также меньшая светимость. Эти факторы способствуют более длительному поддержанию постоянных условий при формировании планет и жизни на планетах. Звёздная активность (пятна, вспышки и выбросы массы) у большинства оранжевых карликов значительно слабее, чем у более ярких жёлтых карликов и более тусклых красных карликов. После главной последовательности оранжевые карлики также расширяются до красного гиганта и сбрасывают оболочки с образованием белого карлика, но эти процессы протекают намного медленнее, чем на Солнце и других жёлтых карликах. Кроме того, учитывая возраст Вселенной (13 миллиардов лет), ни один оранжевый карлик ещё не стал красным гигантом.